# Cucullia rimula
Cucullia rimula là một loài bướm đêm trong họ Noctuidae.